# Władysław Jaszczołt

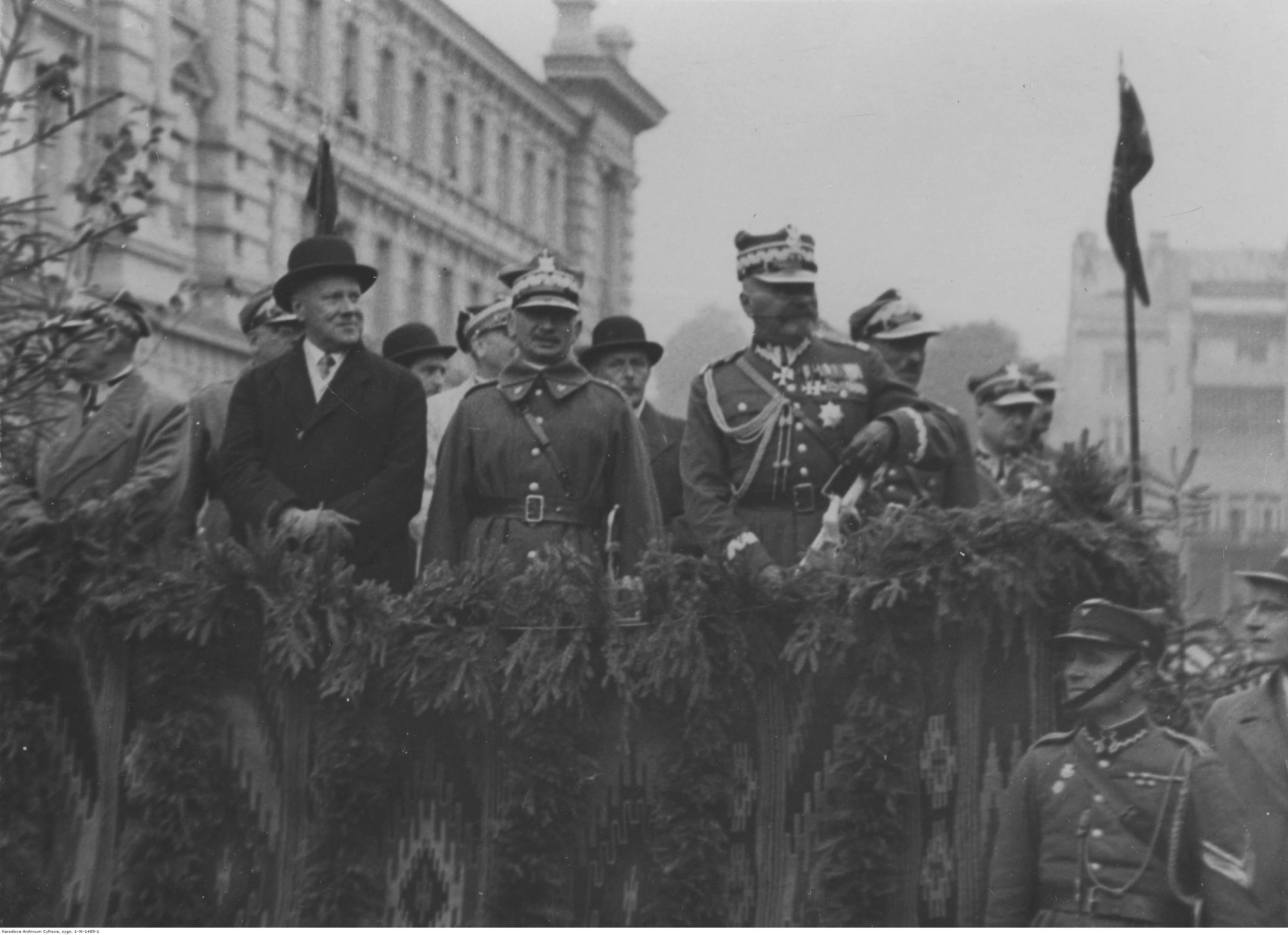
XX – lecie 1 pal Leg w Wilnie,
drugi z lewej– Władysław Jaszczołt

Władysław Jaszczołt (ur. 11 listopada 1883 w Brześciu nad Bugiem, zm. w 20 lutego 1962 w Londynie) – polski prawnik, polityk, działacz państwowy II Rzeczypospolitej.

## Życiorys
Był synem Bolesława inżyniera miejskiego i pianistki Heleny z Kosteckich. Ukończył progimnazjum w Brześciu, a następnie gimnazjum ukończył w Siedlcach. Działał w młodzieżowych organizacjach patriotycznych. Studiował na rosyjskim Uniwersytecie Warszawskim. W czasie rewolucji 1905 roku został relegowany z uczelni za udział w strajku szkolnym. Przeniósł do Krakowa i wstąpił na Wydział Filozoficzny Uniwersytetu Jagiellońskiego w Galicji. Następnie w 1906 r. zamieszkał w Moskwie i tam pięć lat później ukończył prawo na Uniwersytecie Moskiewskim, zdając egzaminy końcowe w więziennej celi, gdzie go wówczas przetrzymywano za działalność o charakterze patriotycznym wśród Polonii. Po studiach osiedlił się w Wilnie, gdzie odbył praktyki w adwokaturze, oraz  w Wileńskim Banku Ziemiańskim. Pod koniec 1917 r. przyjął propozycję objęcia stanowiska podprokuratora w sądzie okręgowym w Siedlcach.Na krótko przed końcem I wojny światowej został przeniesiony na analogiczne stanowisko do sądu okręgowego w Warszawie.
W latach 1917–1918 był współorganizatorem Towarzystwa Obrony Kresów Wschodnich. Działał na Wileńszczyźnie, ale utrzymywał kontakty także z polskimi organizacjami w Kownie i Suwałkach.
Po wybuchu wielkiej należał też m.in. do Towarzystwa Niesienia Pomocy Jeńcom Słowianom oraz do Towarzystwa Pomocy Ofiarom Wojny.

### II Rzeczpospolita
Jaszczołt wziął udział w wojnie polsko-bolszewickiej jako ochotnik, biorąc udział w kluczowej fazie kampanii 1920 r.  W kolejnych miesiącach został skierowany do Szkoły Podchorążych w Warszawie, by po demobilizacji powrócić do pracy w sądownictwie. W drugiej połowie grudnia 1922 r., po utworzeniu rządu Władysława Sikorskiego przyjął propozycję przejścia do Ministerstwa Spraw Wewnętrznych II RP, gdzie w latacha 1922–1924 był naczelnikiem Wydziału Bezpieczeństwa, zaś od 1924 do 1926 roku dyrektorem departamentu Departamentu Bezpieczeństwa Publicznego i Prasy.
Przed przewrotem majowym nie angażował się w bieżące życie polityczne. W maju 1926 r. zachował lojalność wobec legalnych władz. Pomimo to otrzymał nominację na stanowisko wojewody łódzkiego. Piastował ten urząd od 12.07.1926 r. do 31.01.1933 r. W tym okresie została przeprowadzona gruntowna reorganizacja urzędu wojewódzkiego. Przeciwnicy polityczni niejednokrotnie zarzucali Jaszczołtowi, że jest tylko biernym wykonawcą rozkazów z Warszawy, a duża część jego aktywności na rzecz warstw pracujących to działania pozorowane.
Po zakończeniu urzędowania w Łodzi przeniósł do Wilna, gdzie 16 lutego 1933 r. został wojewodą wileńskim. Starał się doprowadzić do wzmocnienia pozycji gospodarczej Wileńszczyzny, zwłaszcza poprzez szczególną pieczę nad tymi dziedzinami, dla których istniały w regionie naturalne warunki do rozwoju. W urzędzie wojewódzkim w Wilnie pozostał do jesieni 1935 r., kiedy to po raz kolejny w swoim życiu przeniósł się do Warszawy.
Gdy powrócił do stolicy, 13 października 1935 r. został mianowanym ministrem opieki społecznej w rządzie Mariana Zyndram-Kościałkowskiego. Jako szef Ministerstwa Opieki Społecznej musiał się też zmierzyć z narastającą w kraju aktywnością strajkową, której towarzyszyła rosnąca popularność strajków okupacyjnych. Jaszczołt zwracał  uwagę, że poza sferą zadań realizowanych przez ministerstwo musi pozostać bardzo skądinąd ważna kwestia przebudowy ustroju rolnego w Polsce i związana z tym potrzeba podnoszenia „poziomu kulturalnego ludności”. W nastawieniu ministra widoczny był nacisk na to, by w ramach resortu skupić się na realizacji zadań najpilniejszych, a przy tym nakreślanych z uwzględnieniem ograniczonych środków budżetowych, którymi dysponowano. Za istotne należy też uznać deklaracje dotyczące konsekwentnej „ochrony pracy, posiadającej własny organ wykonawczy w postaci inspekcji pracy”.
15 maja 1936 wraz z dymisją rządu Jaszczołt przestał być ministrem, lecz pełnił obowiązki jeszcze przez jeden dzień. Zastąpił go ustępujący premier Zyndram-Kościałkowski. Były minister odrzucił propozycję objęcia stanowiska wojewody lwowskiego oraz wycofał się z życia politycznego. Został pisarzem hipotecznym w Łodzi.

### II wojna światowa
Po wybuchu wojny wyjechał do Wilna. Po agresji ZSRR na Polskę przedostał się wraz z byłym premierem Aleksandrem Prystorem do Kowna, gdzie negocjował z władzami litewskimi możliwości wjazdu obywateli Rzeczypospolitej na terytorium Litwy. W grudniu 1939 r. powrócił do Wilna, pomagając wielu Polakom, którzy usiłowali przedostać się na Zachód. W czerwcu 1941 r. został wraz rodziną został aresztowany przez NKWD i więziony w łagrze na Uralu. Rodzina została wywieziona na Syberię na zesłanie w rejon Barnaułu. Został uwolniony na mocy układu Sikorski-Majski. Następnie wstąpił do Armii Andersa, z którą przedostał się do Irany. Zaangażował się tam w działalność piłsudczykowskiego Zespołu Pracy nad Odbudową Polski, zostając nawet przewodniczącym rady głównej tej organizacji. W 1944 r. wyjechał do Libanu, gdzie znalazł schronienie w ośrodku polskim w miejscowości Ghazir. Współtworzył Instytut Bliskiego i Środkowego Wschodu „Reduta”.

### Dalsze życie
Dwa lata po zakończeniu działań wojennych, przeniósł się do Wielkiej Brytanii. Osiadł w Londynie. Pomimo pogłębiających się kłopotów zdrowotnych uczestniczył w życiu emigracji, należał m.in. do Ligi Niepodległości Polski.

Zmarł 20 lutego 1962 r. Został pochowany na South Ealing Cemetery w Londynie (12 CBB).

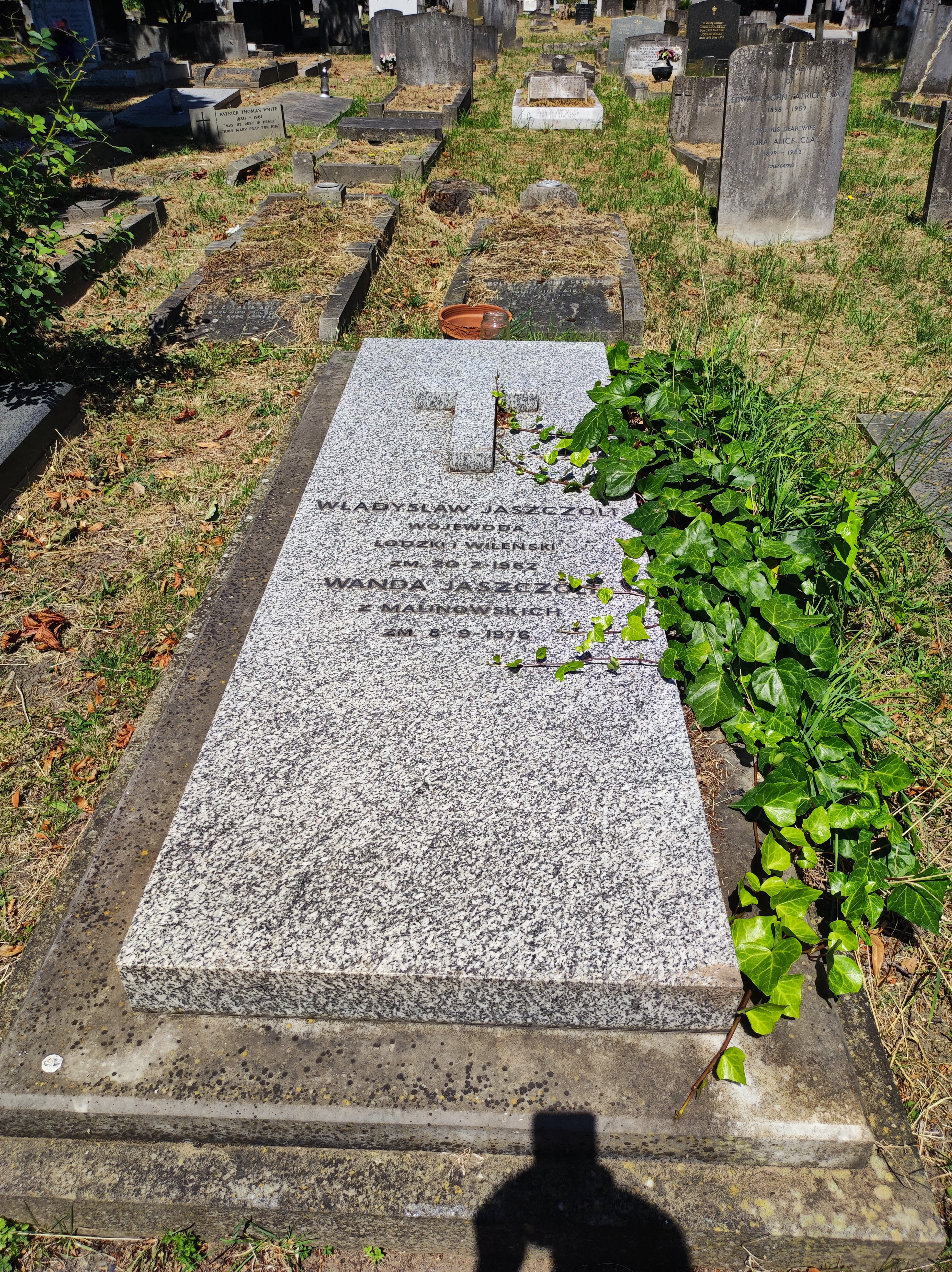
Grób Władysława Jaszczołta

## Życie prywatne
Miał żonę Wandę i syna Stanisława (ur. ok. 1916), uczeń prywatnego gimnazjum Zimowskiego w Łodzi (1931).

## Ordery i odznaczenia
- Krzyż Komandorski Orderu Odrodzenia Polski (10 listopada 1927)[7]
- Krzyż Oficerski Orderu Odrodzenia Polski (31 grudnia 1923)[8]
- Odznaka Honorowa Polskiego Czerwonego Krzyża I stopnia (1935)[9]